# Нателашвили, Отари
Отари Нателашвили (груз. ოთარ ნათელაშვილი; род. 1944, СССР) — советский самбист и дзюдоист, призёр чемпионата СССР по самбо, призёр чемпионата Европы по дзюдо.

## Спортивные результаты
- Чемпионат СССР по самбо 1966 года — .

## Известные воспитанники
Хабарели, Шота Дмитриевич (1958) — чемпион и призёр чемпионатов СССР, призёр чемпионатов мира и Европы, олимпийский чемпион 1980 года, Заслуженный мастер спорта СССР.